# ورطاس (زكزل)
ورطاس هي إحدى مشيخات المملكة المغربية، تتبع جغرافيا لإقليم بركان وإداريًا لزكزل. يقدر عدد سكانها بـ 5682 نسمة حسب الإحصاء الرسمي للسكان والسكنى لسنة 2004.